# 黄翅蜻
黄翅蜻（学名：Brachythemis contaminata）是蜻蜓科黄翅蜻属下的一种蜻蜓。

## 描述
雄性脸为橄榄色，眼睛上面褐色，下面蓝灰色。胸部橄榄棕色至红棕色，上面有两个红棕色的横向条纹。腿深褐色。翅膀透明，叶脉微红。前后翅都有明亮的橙色补丁。腹部为鲜艳的红色。
雌性脸为黄白色，眼睛上面浅棕色，下面蓝灰色。胸部浅黄绿色，背部中央的有一条褐色窄条纹，另外有一条深棕色的横向条纹。 
腿与雄性相似。翅膀透明，没有雄性的橙色斑点，后翅黄色。腹部浅青褐色，背部中央有一个黑色的条纹。

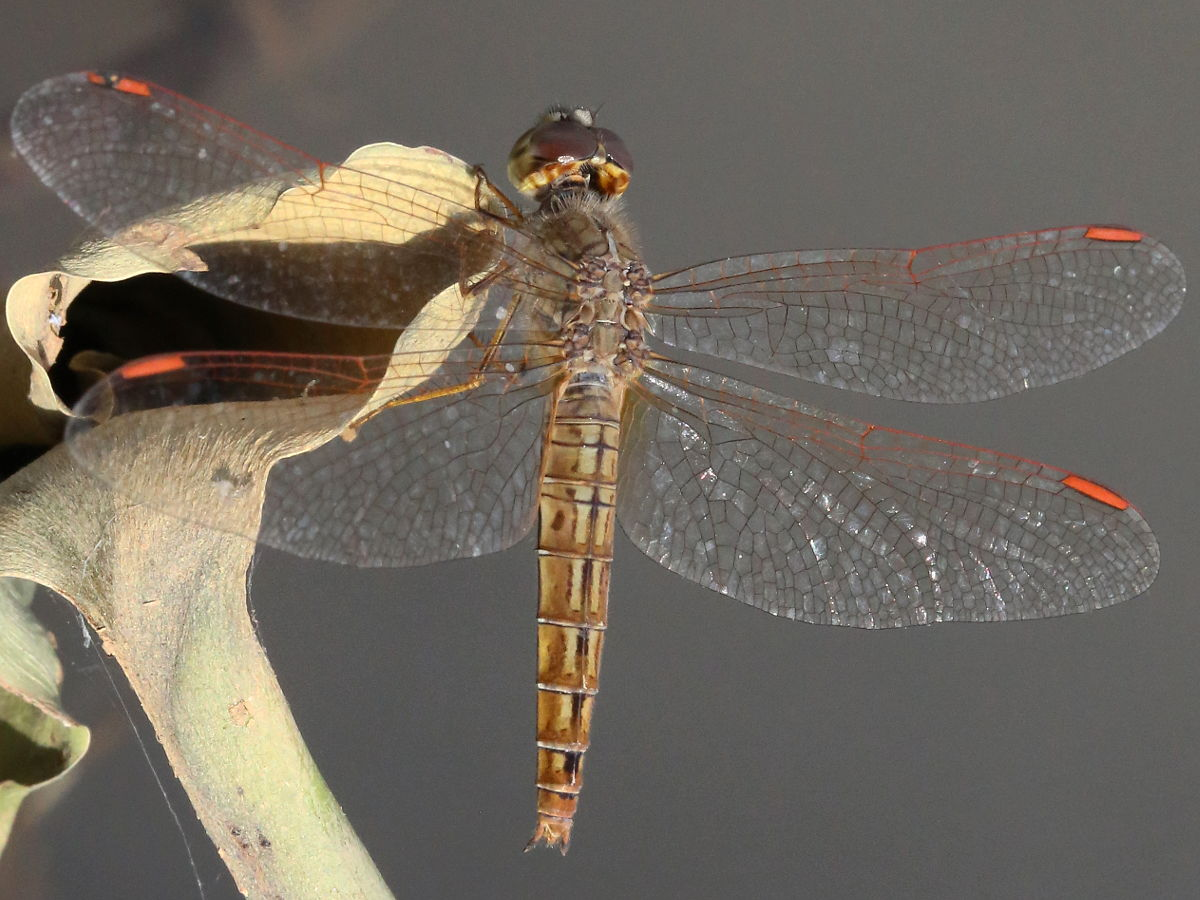
雌性, 泰国
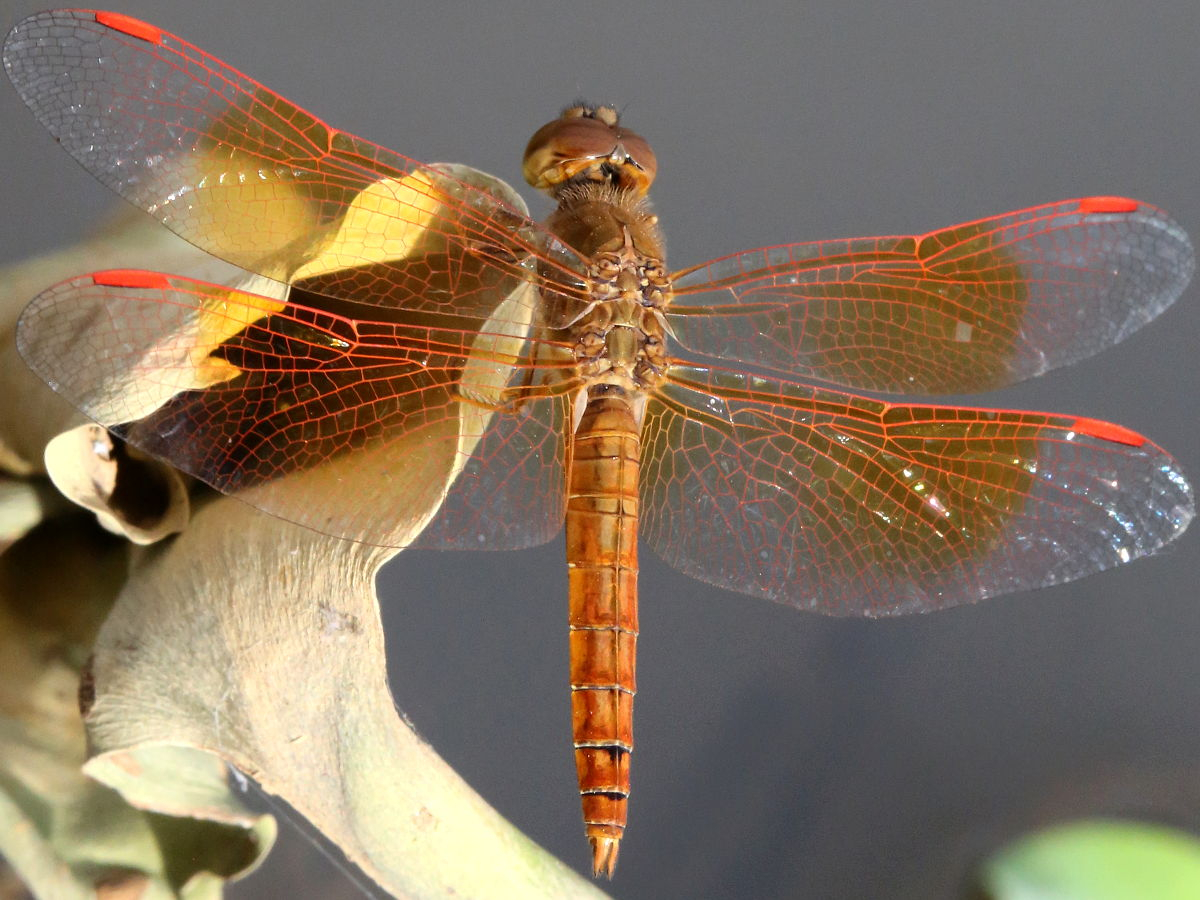
雄性, 泰国
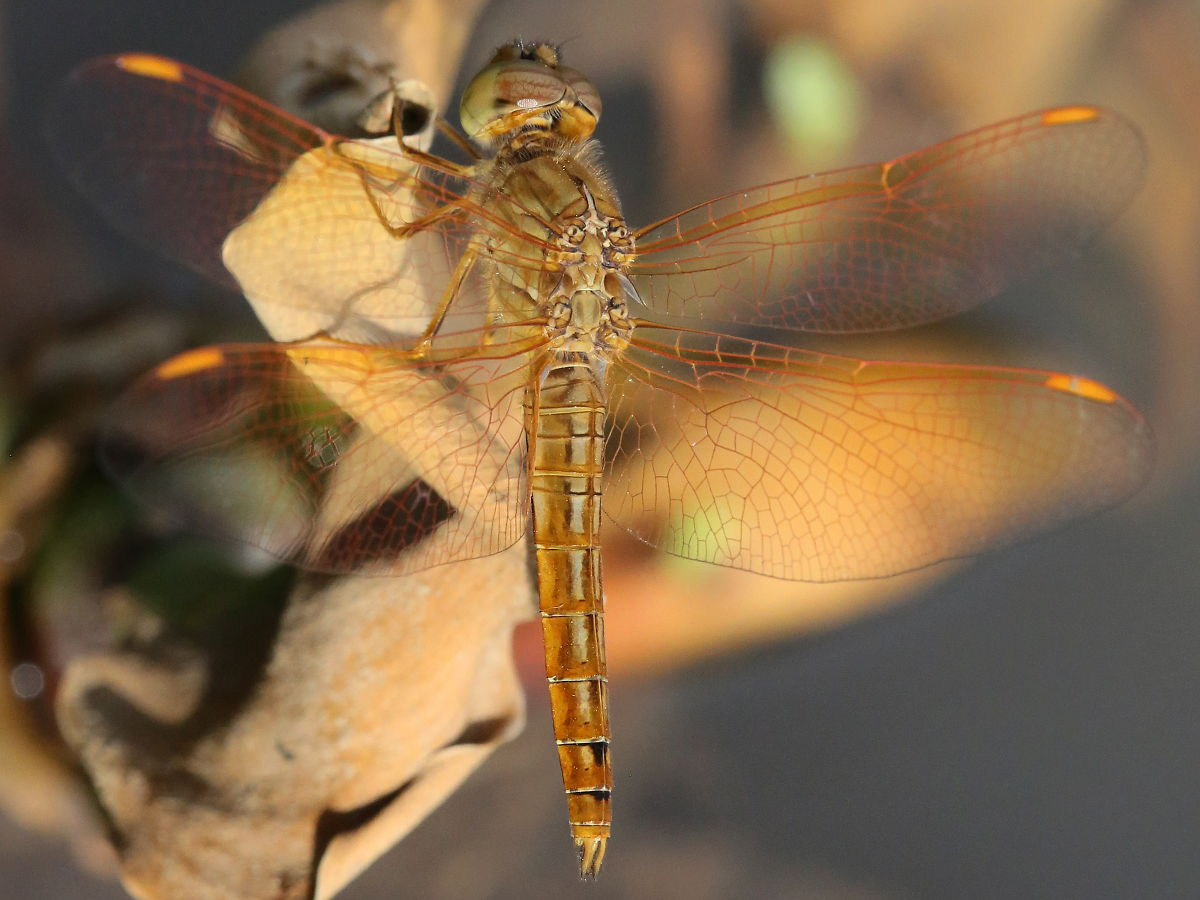
年轻雄性, 泰国

## 习性
这种蜻蜓喜欢生活在污染的水域，如排污沟渠、池塘和贮水池等。有时在污水处理池会聚集超过1000只的群。它们飞行时很贴近地面，栖息在水草上。在池塘，沼泽和贮水池育种。